# Bommenahalli, Hosadurga
Bommenahalli là một làng thuộc tehsil Hosadurga, huyện Chitradurga, bang Karnataka, Ấn Độ.